# 1,4-二氯-2-丁烯
1,4-二氯-2-丁烯是一种有机氯化合物，化学式ClCH
2CH=CHCH
2Cl，为氯丁二烯工业合成中的中间体的和主要杂质。